# NBA All-Star vikend
NBA All-Star vikend, ili jednostavnije NBA All-Star, košarkaški je događaj kojeg svake veljače National Basketball Association organizira u raznim gradovima SAD-a. Subotom se organiziraju razna brojna uzbudljiva natjecanja, a   glavni događaj vikenda je All-Star utakmica koja se održava u nedjelju.

## Događaji All-Star vikenda

### Petak

#### NBA Utakmica slavnih
Prvi put održana 2004. godine, a sudionici utakmice su WNBA igračice, umirovljeni NBA igrači, ljudi iz svijeta showbizza, pjevači, glumci i drugi sportaši.

#### Rookie Challenge
Od 1995. do 1999. godine, događaj je bio održavan pod nazivom "Rookie Game", a od 2000. godine nosi današnji naziv, a u utakmici sudjeluju rookieji (novaci) i sophomoresi (igrači druge godine)

#### D-LeagueDream Factory
Prvi put održana 2008. godine, a sadrži natjecanje u zakucavanju, natjecanje u tricama i H-O-R-S-E natjecanje u kojima sudjeluju igrači razvojne lige. 

### Subota

#### D-LeagueAll-Star utakmica
Prvi puta održana je 2007. godine. U toj utakmici sudjeluju igrači iz NBA niže lige. Prvu pobjedu odnio je Istok rezultatom 114-100. Ova utakmica se ne održava u istoj areni kao sve ostale aktivnosti All-Star vikenda nego se održava na NBA Jam Session's pomoćnom terenu.

#### H-O-R-S-E natjecanje
Zadatak natjecanja je neostvariti svih pet slova. Igrač dobiva slovo svaki puta kada promaši, tj. ne ponovi, koš prethodnog igrača. Svaki igrač ima vrijeme od 24 sekunde za izvođenje zadatka dok je zakucavanje zabranjeno. Igrač koji prvi sakupi pet slova biva izbačen iz natjecanja. Uz sva naložena pravila, sudci također prate izvršavanje zadataka te određuju jesu li oni pravilno izvedeni.

#### Slam Dunk natjecanje
Ovo natjecanje pokazuje kreativnost i vještinu NBA igrača u zakucavanjima. Nakon svakog pokušaja ili postignutog zakucavanja petero sudaca ocjenjuje zakucavanje ocjenama od 1 do 10, a najveći zbroj bodova nakon jednog postignutog zakucavanja je 50. Uobičajena pravila "duplog vođenja" se ne uvažavaju i dozvoljena su. Ovo natjecanje najzanimljivije je na All-Star vikendu.

#### Natjecanje u tricama
Najbolji šuteri lige natječu se i pokušavaju pogoditi što više koševa u određenom vremenu koji im donose pobjedu. Šutiraju pet lopti sa svakog od pet odabranih mjesta iza linije tri poena. Svaka lopta vrijedi jedan poen osim šarenih lopti (eng. money balls) koje donose dva poena. Najveći mogući zbroj bodova u jednoj rundi je 30. 

#### Skills Challenge
Ovo natjecanje osnovano je 2003. godine. U ovom natjecanju igrači pokazuju svoje vještine u driblingu, gađanju, dodavanju, brzini i preciznosti. Dwyane Wade osvajao je ovo natjecanje dva puta.

#### Shooting Stars natjecanje
U ovom natjecanju sudjeluju bivši NBA igrač, sadašnji NBA igrač i WNBA igračica istog tima tj. tima iz istog grada. Zadatak je što brže zabiti koševe s određenih pozicija na terenu.

### Nedjelja

#### All-Star utakmica
Održava se u nedjelju i najvažniji je događaj cijelog vikenda. Igrači iz obje konferencije izabrani glasovanjem nastupaju na utakmici kao članovi Istoka ili Zapada.

## Vanjske poveznice
- Povijest All-Star utakmica  Arhivirana inačica izvorne stranice od 7. prosinca 2006. (Wayback Machine)
- NBA All-Star vikend na Insidehoops.com